# Notitia provinciarum et civitatum Galliae
La Notitia provinciarum et civitatum Galliae (en español, Relación de las provincias y ciudades de la Galia), usado de forma abreviada, Notitia Galliarum, es un registro romano de ciudades que data de los siglos IV-VI d. C.

## Descripción
El registro está dividido en dos cabeceras: diez provincias figuran bajo la diócesis de las Galias y siete bajo la diócesis de las Siete Provincias. Se indica la capital de cada provincia y después se enumeran sus otras ciudades (civitates). Relacionan su nombre étnico, es decir, "ciudad de [personas]". Aparecen un total de 115 ciudades junto con seis o siete castra (fortificaciones) y un portus (puerto).

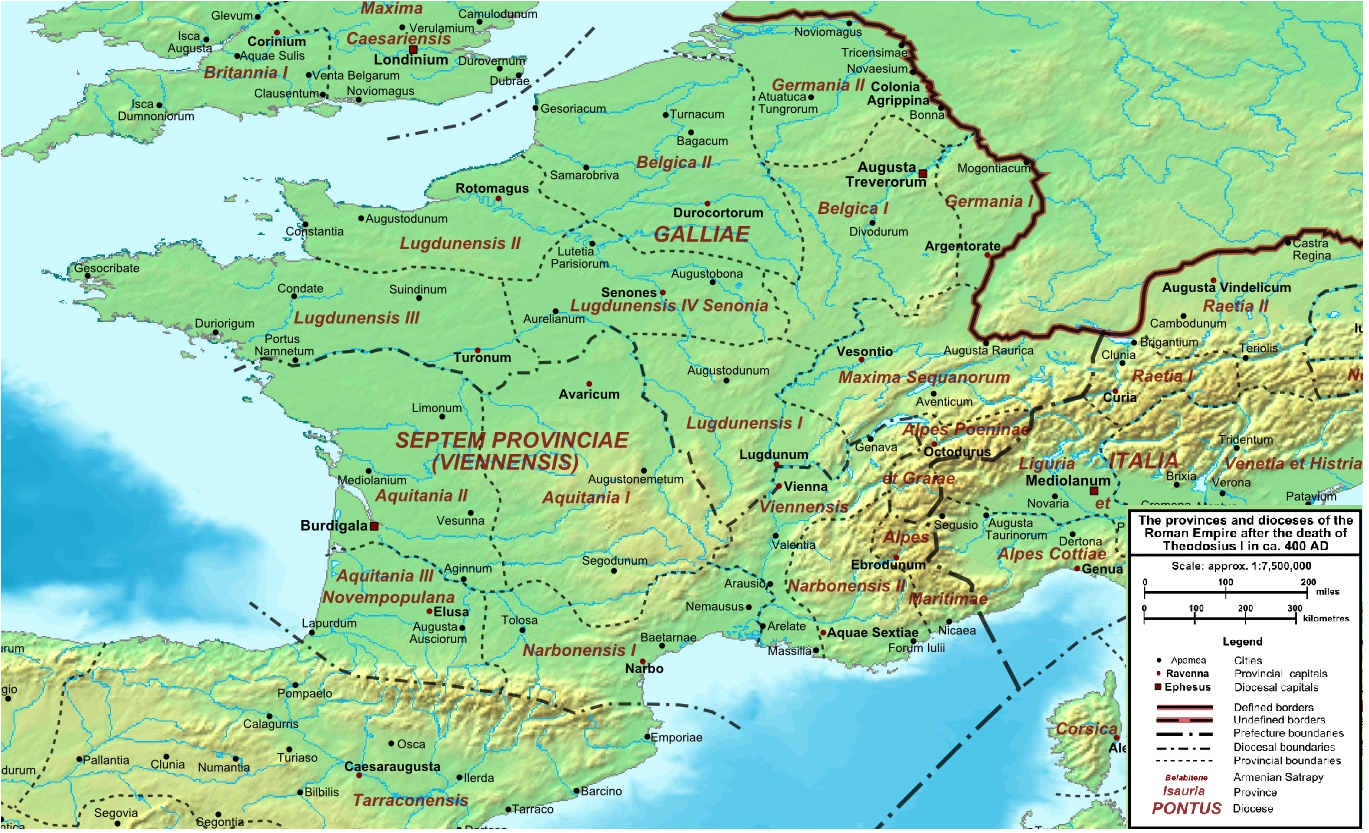
Diócesis y provincias de la Galia hacia el 400 d.

La relación original probablemente fue elaborada durante el reinado de Magno Máximo (383–388). Su rúbrica dice que se hizo por orden de los obispos, aunque probablemente sea una interpolación posterior realizada cuando se actualizó la lista. Las civitates que aparecen en la Notitia son paralelas a las diócesis de la Iglesia de Roma durante el siglo VI, no como ocurría durante el siglo IV. Probablemente fue en aquella época cuando se añadieron, junto con la rúbrica, los castra y portus que habían ido adquirido algunos obispos. El propósito de los obispos era evitar disputas sobre la autoridad metropolitana, "para que la antigüedad no fuera trastocada por ninguna eventualidad".

## Manuscritos
La Notitia Galliarum continuó siendo utilizado como documento de referencia importante durante toda la Edad Media y se conserva en más de 100 manuscritos, en su mayoría colecciones canónicas. Los más antiguos conservados son el Códice Parisinus Latinus 12097, datado en el siglo VI, y el Códice Coloniensis 212, datado en el siglo VII.

## Ediciones

### Primera edición
La edición original de la Notitia, de Jacques Sirmond, se publicó en París, en 1629, en el primer volumen de las Concilia antiqua Galliae, bajo el título de Notitia provinciarum et civitatum Galliae, Honorii Augusti, ut videtur, temporibus condita, cum Gallias et septem provincias distingui mos erat.

### Ediciones de referencia
- (en latín) Notitia Galliarum, en Otto Seeck, Notitia dignitatum : accedunt notitia urbis Constantinopilitanae et laterculi provinciarum, Berlin, Weidmann, 1876, pp. 261-274, en línea en archive.org
- (en latín) Notitia Galliarum, en Theodor Mommsen (dir.), Monumenta Germaniae Historica (MGH), Scriptores, Auctores antiquissimi, IX : Chronica minora saec. IV. V. VI. VII., Berlin, Weidmann, 1892, pp. 552-612, en línea en www.dmgh.de

## Ciudades referenciadas
Lista de las provincias romanas con las ciudades (por el nombre actual) que aparecen en el Notitia Galliarum:
- Lugdunensis Prima
Lyon
Autun
Langres
Chalon-sur-Saône
Mâcon
- Lugdunensis Secunda
Ruan
Bayeux
Avranches
Évreux
Sées
Lisieux
Coutances
- Lugdunensis Tertia
Tours
Le Mans
Rennes
Angers
Nantes
Corseul
Vannes
Carhaix
Jublains
- Lugdunensis Senonia
Sens
Chartres
Auxerre
Troyes
Orleans
París
Meaux
- Belgica Prima
Trier
Metz
Toul
Verdun (Mosa)
- Belgica Secunda
Reims
Soissons
Châlons
Vermand
Arrás
Cambrai
Tournai
Senlis (Oise)
Beauvais
Amiens
Thérouanne
Boulogne
- Germania Prima
Maguncia
Estrasburgo
Espira
Worms
- Germania Secunda
Colonia
Tongeren
- Maxima Sequanorum
Besanzón
Nyon
Avenches
Basilea
Windisch
Yverdon
Horbourg-Wihr
Augst
Port-sur-Saône
- Alpes Graiae et Poeninae
Moûtiers
Martigny
- Septem Provinciae
Vienne
Ginebra
Grenoble
Alba-la-Romaine
Die
Valence
Saint-Paul-Trois-Châteaux
Vaison
Orange
Cavaillon
Aviñón
Arlés
Marsella
Carpentràs
- Aquitanica Prima
Bourges
Clermont-Ferrand
Rodez
Albi
Cahors
Limoges
Javols
Saint-Paulien
- Aquitanica Secunda
Burdeos
Agen
Angulema
Saintes
Poitiers
Périgord
- Novempopulania
Eauze
Auch
Dax
Lectoure
Comminges
Saint-Lizier
La Teste
Pau
Aire
Bazas
Tarbes
Oloron
- Narbonensis Prima
Narbona
Toulouse
Béziers
Nimes
Lodève
Uzès
Agda
Magalona
- Narbonensis Secunda
Aix-en-Provence
Apt
Riez
Fréjus
Gap
Sisteron
Antibes
- Alpes Maritimae
Embrun
Digne-les-Bains
Barcelonnette
Castellane
Senez
Glandèves
Cimiez
Vence